# Arrigo Boito
Arrigo Boito, właśc. Enrico Giuseppe Giovanni Boito (ur. 24 lutego 1842 w Padwie, zm. 10 czerwca 1918 w Mediolanie) – włoski poeta, kompozytor i librecista, syn włoskiego malarza miniaturzysty i polskiej hrabianki Józefiny Radolińskiej herbu Leszczyc.
Jako poeta był głównym reprezentantem modernizującego ugrupowania Scapigliatura („Rozczochrani”), autorem jego programowych wierszy i poematów (Dwoistość).
Przypisuje mu się anonimowe przekłady na język włoski Pana Tadeusza i fragmentów Dziadów A. Mickiewicza.
Autor dwóch oper (Mefistofeles i Neron) oraz librett m.in. dla A. Ponchiellego i G. Verdiego.
Największym jego dziełem była opera Mefistofeles, oparta na Fauście Johanna Wolfganga von Goethego. Napisał też operę Neron, jednak do historii przeszedł głównie jako autor libretta do Otella i Falstaffa Giuseppe Verdiego oraz, choć w nieco mniejszym stopniu, Giocondy Amilcare Ponchiellego.
Studia, w zakresie teorii muzyki, gry na skrzypcach i fortepianie odbył w mediolańskim konserwatorium. Z tego okresu pochodzą kompozycje, jakie Boito pisał wspólnie z F. Facciem. Po studiach nawiązał kontakt z takimi twórcami, jak: Victor Hugo, Hector Berlioz, Gioacchino Rossini, a przede wszystkim Giuseppe Verdi.
Mając polskie korzenie, artysta odwiedzał kilkakrotnie ojczyznę swojej matki. W 1862 roku przebywał w Wielkopolsce, w majątku swojej przyrodniej siostry − Tekli Karśnickiej. Podróże te zaowocowały polskimi motywami w kompozycjach Boito.
Arrigo Boito był także uczestnikiem walk z okresu Risorgimento po stronie Giuseppe Garibaldiego, krytykiem muzycznym (publikował m.in. w „Gazzetta musicale di Milano” i „Perseveranza”), doktorem honoris causa Uniwersytetu w Cambridge, senatorem Królestwa Włoch, dyrektorem konserwatorium muzycznego w Parmie oraz poetą, pisarzem i tłumaczem, a także miłośnikiem dzieł Richarda Wagnera. Krytyką włoskiego stylu operowego naraził się środowisku z Verdim na czele. Do ich pojednania doszło w 1873 roku.
Był członkiem klubu szachowego SS Milanese.
Arrigo Boito zmarł w Mediolanie w 1918 roku.
Był odznaczony włoskimi krzyżami kawalerskimi Orderu śś. Maurycego i Łazarza w 1877 i Orderu Sabaudzkiego Cywilnego w 1888 oraz krzyżem komandorskim Orderu Korony.